# Benifallet
Benifallet é um município da Espanha na comarca do Baixo Ebro, província de Tarragona, comunidade autónoma da Catalunha. Tem 62,4 km² de área e em 2021 tinha 741 habitantes (densidade: 11,9 hab./km²).

## Demografia
| Variação demográfica do município entre 1991 e 2004[carece de fontes?] | Variação demográfica do município entre 1991 e 2004[carece de fontes?] | Variação demográfica do município entre 1991 e 2004[carece de fontes?] | Variação demográfica do município entre 1991 e 2004[carece de fontes?] |
| ---------------------------------------------------------------------- | ---------------------------------------------------------------------- | ---------------------------------------------------------------------- | ---------------------------------------------------------------------- |
| 1991                                                                   | 1996                                                                   | 2001                                                                   | 2004                                                                   |
| 934                                                                    | 896                                                                    | 848                                                                    | 821                                                                    |